# 鳥取市立若葉台小学校
鳥取市立若葉台小学校（とっとりしりつ わかばだいしょうがっこう）は、鳥取県鳥取市若葉台南二丁目にある公立小学校。校舎は鳥取市の南部に位置し、鳥取新都市（津ノ井ニュータウン）内の新興住宅地の中にある。

## 沿革
- 1997年（平成9年）4月 - 鳥取市立津ノ井小学校より分離・開校。
- 1998年（平成10年）5月 - 校歌制定。
- 2004年（平成16年）
  - 3月 - 南校舎完成。
  - 6月 - 南校舎竣工記念式挙行。
- 2008年（平成20年）6月 - 校庭芝植実施。
- 2013年（平成25年）11月 - タブレット端末（iPad）10台導入。
- 2015年（平成27年）7月 - 南校舎に無線LAN整備。
- 2016年（平成28年）
  - 5月 - 20周年記念大運動会開催し、わかば若竹踊り（若葉台ふるさと音頭）披露。同月、創立記念式挙行。
  - 12月 - 20周年航空写真撮影。
- 2017年（平成29年）3月 - 創立20周年記念誌発行。
- 2019年（令和元年）
  - 6月 - 学校カフェ「カリヨン」開設。
  - 8月 - 普通教室エアコン工事完了。

## 通学区域
- 鳥取市
  - 若葉台北1丁目～6丁目
  - 若葉台南1丁目～7丁目

## 進学先中学校
- 鳥取市立桜ヶ丘中学校

## 校区内の主な施設
- 公立鳥取環境大学
- 鳥取職業能力開発促進センター
- 鳥取県産業技術センター

## 交通
- 鳥取駅バスターミナル：日本交通「若葉台」「若桜・若葉台経由」行き（路線番号：70H・73・74・75・75B・77）、若葉台南2丁目バス停下車。